# Thomas Karl Neisinger
Thomas Karl Neisinger (* 1955 in Würzburg; † 6. Oktober 2024 ebenda) war ein deutscher Diplomat. Er war von 2019 bis 2021 Botschafter in Myanmar. Von 2015 bis 2019 war er Botschafter in Kuba und fungierte zuvor als Regionalbeauftragter für Lateinamerika und die Karibik im Auswärtigen Amt.

## Leben
Neisinger begann nach dem Abitur ein Studium der Rechtswissenschaften und der Philologie an der Julius-Maximilians-Universität Würzburg, das er an der Albert-Ludwigs-Universität Freiburg und der Universität Salamanca fortsetzte, und mit dem Ersten Juristischen Staatsexamen abschloss. Seit 1976 war er Mitglied der katholischen Studentenverbindung KDStV Markomannia Würzburg im CV. Nach Ableistung des Rechtsreferendariats in Würzburg, Speyer und Rio de Janeiro absolvierte er 1986 das Zweite Juristische Staatsexamen in München und war danach zwischen 1986 und 1988 in der Außenhandelsabteilung einer Bank in München tätig.
1988 begann Neisinger den Vorbereitungsdienst für den höheren Auswärtigen Dienst und war nach dessen Abschluss in verschiedenen Funktionen im Rechts-, Wirtschafts- und Europabereich im Auswärtigen Amt sowie an den Botschaften in Argentinien und Polen tätig. Nachdem er zwischen 2008 und 2012 Ständiger Vertreter des Botschafters in Spanien war, fungierte er von 2012 bis 2015 im Range eines Botschafters als Regionalbeauftragter für Lateinamerika und Karibik im Auswärtigen Amt.
2015 wurde Neisinger als Nachfolger von Peter Rudolf Scholz, der wiederum Botschafter in Kirgisistan wurde, Botschafter in Kuba.
Im August 2019 wechselte er als Botschafter an die Botschaft Rangun/Myanmar und verblieb dort bis zum Eintritt in den Ruhestand 2021.
Neisinger war verheiratet und hatte vier Kinder. Er verstarb am 6. Oktober 2024 in seiner Heimatstadt.